# Tanystylum papuensis
Tanystylum papuensis là một loài nhện biển trong họ Ammotheidae. Loài này thuộc chi Tanystylum. Tanystylum papuensis được miêu tả khoa học năm 1996 bởi Child.